# スープ屋しずくの謎解き朝ごはんシリーズ
『スープ屋しずくの謎解き朝ごはんシリーズ』（スープやしずくのなぞときあさごはんシリーズ）は、友井羊の推理小説のシリーズ。カバーイラストはげみが担当。漫画化もされており、宝島社サイト・このマンガがすごい!WEBで、見崎夕の作画により連載された。2021年1月時点でシリーズ累計発行部数は47万部を突破している。

## あらすじ
店主の手作りスープが自慢のスープ屋「しずく」の店主の麻野が客が抱える事件や問題を独自の推理で解決していく。

## 主な登場人物
麻野
店主の手作りスープが自慢のスープ屋「しずく」の店主でシェフ。奥さんを亡くしている。
理恵
「しずく」の常連客で雑誌編集者。
露
麻野の娘。他人の感情、特に辛いという気持ちに敏感らしい。

## 既刊一覧

### 小説
- 友井羊（著） / げみ（イラスト）、宝島社〈宝島社文庫〉、既刊7巻（2021年11月5日現在）
  1. 『スープ屋しずくの謎解き朝ごはん』2014年11月7日発売、ISBN 978-4-8002-3413-1
  2. 『スープ屋しずくの謎解き朝ごはん 今日を迎えるためのポタージュ』2016年2月4日発売、ISBN 978-4-8002-5136-7
  3. 『スープ屋しずくの謎解き朝ごはん 想いを伝えるシチュー』2017年11月7日発売、ISBN 978-4-8002-7765-7
  4. 『スープ屋しずくの謎解き朝ごはん まだ見ぬ場所のブイヤベース』2018年12月6日発売、ISBN 978-4-8002-9102-8
  5. 『スープ屋しずくの謎解き朝ごはん 子ども食堂と家族のおみそ汁』2019年12月5日発売、ISBN 978-4-299-00059-0
  6. 『スープ屋しずくの謎解き朝ごはん 心をつなぐスープカレー』2021年1月8日発売、ISBN 978-4-299-01230-2
  7. 『スープ屋しずくの謎解き朝ごはん 朝食フェスと決意のグヤーシュ』2023年4月3日発売、ISBN 978-4-299-02232-5

### 漫画
- 友井羊（原作）/見崎夕（作画）、宝島社〈このマンガがすごい! comics〉、全2巻
  1. 『このマンガがすごい! comics スープ屋しずくの謎解き朝ごはん』、2017年11月10日発売、ISBN 978-4-8002-7864-7
  2. 『このマンガがすごい! comics スープ屋しずくの謎解き朝ごはん 2』、2018年2月16日発売、ISBN 978-4-8002-8206-4